# Güler Turan
Pour les articles homonymes, voir Turan.

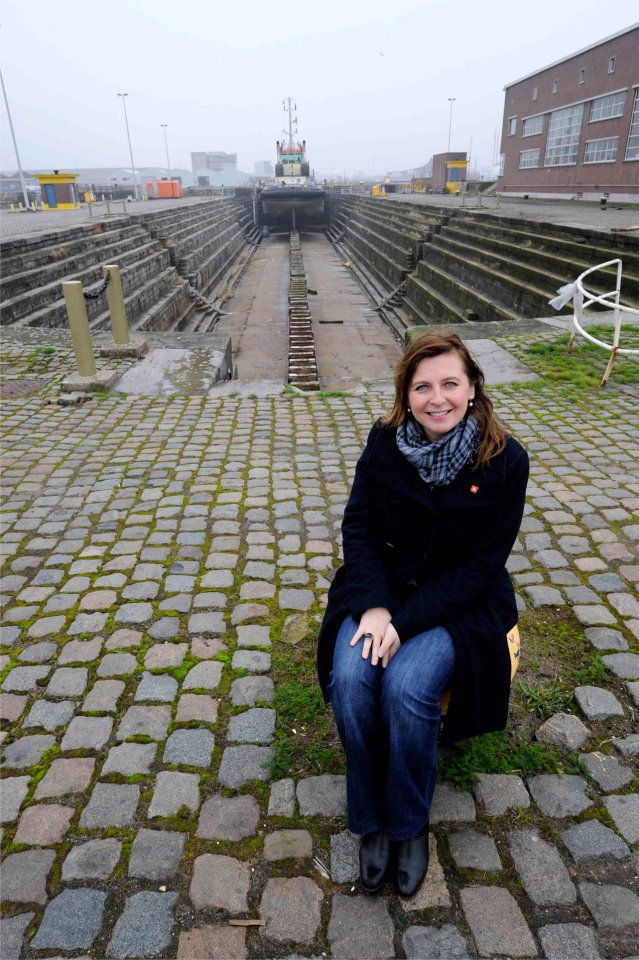
Güler Turan en juillet 2012

Güler Turan, née le 1er février 1975 à Gand est une femme politique belge flamande, membre du Sp.a.
Elle fut la première avocate d'origine turque[réf. nécessaire] au barreau d'Anvers (spécialisée dans le droit des affaires). Licenciée en droit (UA).

## Fonctions politiques
- conseillère communale à Anvers depuis 2006
- députée au Parlement flamand :
  - depuis le 7 juin 2009
  - sénatrice de communauté depuis le 13 juillet 2010